# Kompetenceudvikling
Kompetenceudvikling handler om at øge sine evner inden for sit arbejde over en længere periode.
Begrebet er dannet af begrebet "kompetence", som professor, dr. merc. Henrik Holt Larsen, CBS i forskellige foredrag populært har defineret som "at kunne det man skal". Dvs. at have den viden, de færdigheder og holdninger, som gør, at du som medarbejder eller som menneske er i stand til at handle hensigtsmæssigt, dvs. klare dig i den givne kontekst, det være sig en arbejdssammenhæng eller en anden livssammenhæng.
Udvikling handler om at øge denne evne over tid.
Kompetenceudvikling kan således simpelt udtrykkes som "at blive dygtigere". Dette indgår eksempelvis i missionen for Statens Center for Kompetenceudvikling (www.kompetenceudvikling.dk): "Vi gør staten og dens medarbejdere dygtigere".